# エヴァ・エフドキモワ
エヴァ・エフドキモワ（Eva Evdokimova-Gregori、1948年12月1日 - 2009年4月3日）は、アメリカ合衆国のバレエダンサーである。世界各地でゲスト・ダンサーとして活躍し、ルドルフ・ヌレエフとのパートナーシップでも知られた。

## 生涯
1948年、スイスのジュネーヴでブルガリア人の父とアメリカ人の母の間に生まれ、アメリカの国籍を持っていた。バレエを始めたのは6歳のときで、最初はミュンヘンのバレエ学校で教育を受けた。その後ロンドンのロイヤル・バレエ学校に入ってマリア・フェイの指導を受けた他、コペンハーゲンやサンクトペテルブルクなどで、ヴェラ・ヴォルコワ、ナタリア・ドゥジンスカヤなどに師事した。
1966年にデンマーク人以外のダンサーとしては初めてデンマーク王立バレエ団に入団し、1969年にはベルリン・ドイツ・オペラバレエ団にソリストとして移籍した。ベルリン・ドイツ・オペラバレエ団では、1971年に『ジゼル』のタイトルロールを初めて踊った。1973年にプリマ・バレリーナに昇格し、12年間その地位を務めた。
ベルリン・ドイツ・オペラバレエ団在籍中の1970年にヴァルナ国際バレエコンクールでアメリカ人ダンサーとして初の金賞を受賞し、世界的な知名度を得て各国のバレエ団に客演することが多くなった。特にロンドン・フェスティバル・バレエ団（現在のイングリッシュ・ナショナル・バレエ団）では、長年にわたって主要ダンサーとして活躍し、ルドルフ・ヌレエフ版『眠れる森の美女』の初演（1975年）でオーロラ姫役を踊った。
キーロフ・バレエ団や、パリ・オペラ座バレエ団、アメリカン・バレエ・シアターなどを含む多くのバレエ団に出演し、ヌレエフと頻繁に組んで踊った。エフドキモワ自身も、「私はルドルフと一緒に、世界中のほとんどすべての都市で踊ったわ」と述懐している。キーロフ・バレエ団に客演した後、「プリマ・バレリーナ・アッソルータ」の称号を授与された。
さまざまな国でバレエ教育を受けたことによって、ロイヤルスタイルはもとより、ワガノワ・メソッドやブルノンヴィル・メソッドにも精通していた。長身で容姿に恵まれ、甲高の美しい足のラインを持ち、完成されたテクニックと豊かな音楽性を両立させた上に、繊細で叙情的な雰囲気を持っていた。古典バレエを得意とし、『ジゼル』のタイトルロールやブルノンヴィル版「ラ・シルフィード」などの役柄でとりわけ評価が高かったが、古典以外の現代作品にも積極的に取り組んだ。
現役を退いた後は、ボストン・バレエ団でバレエ・ミストレスを務めるなど世界各地で後進の指導に当たり、様々なバレエコンクールの審査員も務めていた。2005年には「舞踊芸術への無私の献身」によりウラノワ賞を授与されている。2009年4月3日、ニューヨークで癌の合併症により死去した。